# تور جهانی آنتی
تور جهانی آنتی (انگلیسی: Anti World Tour) هفتمین تور کنسرت توسط خواننده اهل باربادوس ریانا برای پشتیبانی از هشتمین آلبوم استودیویی خود با عنوان آنتی (۲۰۱۶) است. این تور در ۱۲ مارس ۲۰۱۶ در جکسون‌ویل، فلوریدا آغاز شد و در ۲۷ نوامبر ۲۰۱۶ در ابوظبی به پایان رسید.